# 丹地西站
丹地西站（英語：Dundee West railway station）是一個位於蘇格蘭鄧迪的鐵路站，在1847至1965年間提供服務。

## 歷史
車站在1847年啟用時名為丹地聯盟街站（Dundee Union Street），為鄧迪和紐泰爾鐵路東面的終點站。車站在1866年更名為丹地西站。車站在1965年結束客貨運服務後拆除。
| 前一站 | 路線             | 下一站         |
| ------ | ---------------- | -------------- |
| 終點站 | 鄧迪和珀斯鐵路   | 瑪格達倫綠地站 |
| 終點站 | 鄧迪和紐泰爾鐵路 | 利夫站         |